# Parc provincial Aaron
Le parc provincial Aaron (Aaron Provincial Park) est un parc provincial de l'Ontario (Canada) situé dans le district de Kenora, à 26 km à l'est de Dryden. Il comprend l'extrémité est du lac Thunder. 